# Перепись населения США (1970)
Девятнадцатая перепись населения на территории США проводилась в 1970 году. В переписи принял участие 203 302 031 человек, что примерно на 13,4 % больше, чем в предыдущей переписи. Тогда по результатам переписи в стране проживало 179 323 175 человек.